# Institut national de l'aéronautique et de l'espace
Le LAPAN ou Lembaga Penerbangan dan Antariksa Nasional ("Institut national de l'aéronautique et de l'espace") est l'agence spatiale indonésienne.
L'agence a été créée en 1963 par l'ancien président indonésien Soekarno. Tout comme la NASA, l'agence est responsable du programme civil spatial et de la recherche militaire aérospatiale.
Depuis 1965 le LAPAN effectue des tirs de fusées depuis sa base de lancement de Pameungpeuk, la Stasiun Peluncuran Roket.